# مانويل فرنسيسكو ألفاريز دي لا بينيا
مانويل فرنسيسكو ألفاريز دي لا بينيا (بالإسبانية: Manuel Álvarez)‏ هو نحات إسباني، ولد في 1727 في سلامنكا في إسبانيا، وتوفي في 1797 في مدريد في إسبانيا.